# Апалачи (залив)
Апала́чи (англ. Apalachee Bay) — залив на северо-востоке Мексиканского залива, вдающийся в юго-восточное побережье США на северо-западе Флориды в округах Уокалла, Франклин, Тейлор и Джефферсон. Шириной около 48 км.
Залив назван в честь индейского племени апалачей, изначально населявшего эти места.
Крупнейшие реки, впадающие в залив Апалачи: Оклокони, Сент-Маркс, Эконфина и Осилла.
Заболоченное побережье залива занимает национальный резерват дикой природы Сент-Маркс.